# Valera (Venezuela)
Pour les articles homonymes, voir Valera.
Valera est une ville du Venezuela, chef-lieu de la municipalité de Valera, dans l'État de Trujillo,